# Megalops atlanticus
Il tarpone (Megalops atlanticus Valenciennes, 1847) è un pesce di acqua salata appartenente alla famiglia Megalopidae.

## Distribuzione e habitat

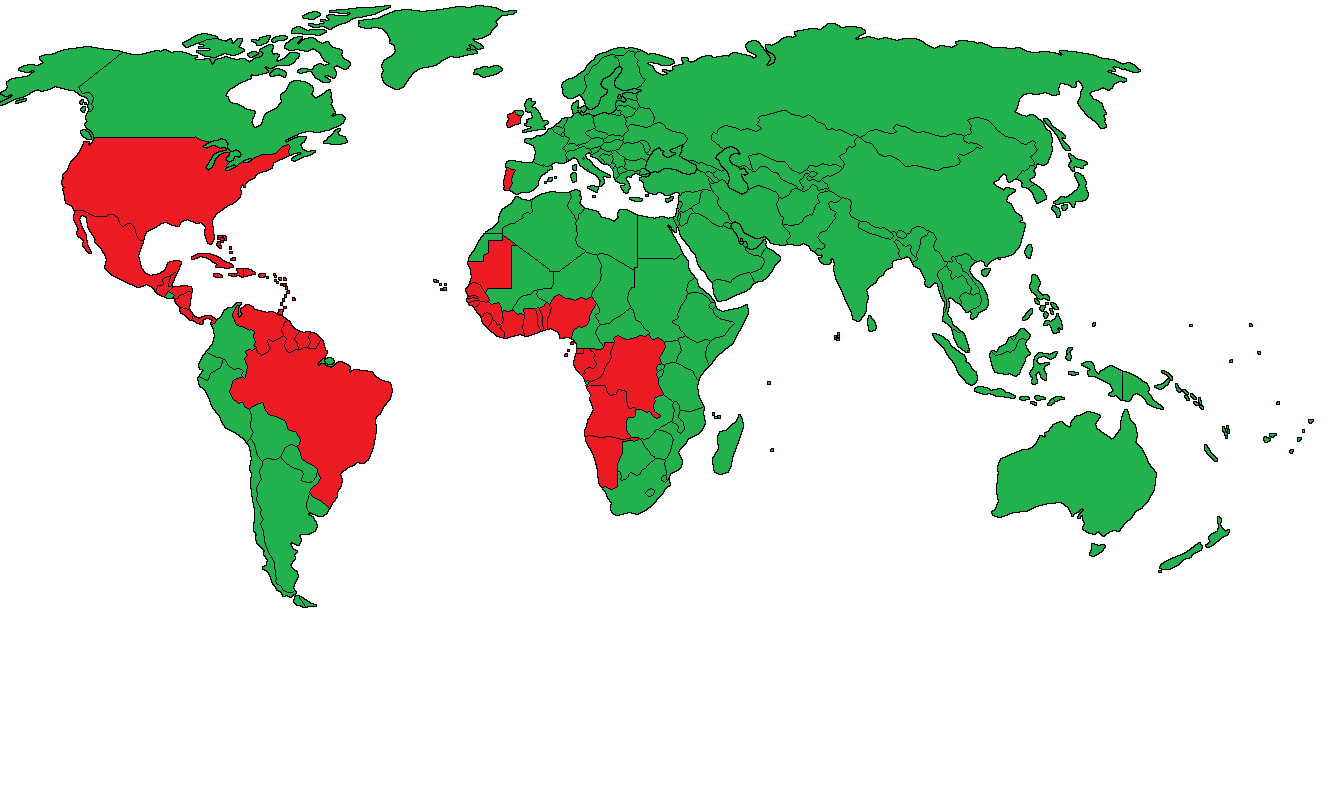

Questa specie è diffusa nelle aree costiere dell'oceano Atlantico, nelle lagune, in alcuni fiumi e in estuari negli Stati Uniti e a Cuba. Sono stati avvistati esemplari anche nei pressi della Nuova Scozia, nella Francia meridionale, in Argentina ed anche in Messico.

## Descrizione
Il tarpone è caratterizzato dalla particolare forma della bocca, poiché è rivolta verso l'alto. La sua colorazione si presenta bluastra oppure verdastra nella parte superiore, mentre ai lati è argentea; per questo viene anche chiamato re d'argento. Una particolarità di questi pesci è che la vescica natatoria è quasi totalmente trasformata in polmone, permettendo di trattenere l'ossigeno anche in acque a poca densità di ossigeno. Può raggiungere la lunghezza massima di 2,5 m, per il peso massimo di 161 kg.

## Alimentazione
Si nutre prevalentemente di piccoli pesci e di crostacei.

## Pesca
Il tarpone viene largamente pescato negli Stati Uniti meridionali, come l'Alabama e la Florida. È ambito sia a livello commerciale che a livello sportivo data la sua mole e la sua elevata combattività.